# ケイリー＝ヒロユキ・タガワ
ケイリー＝ヒロユキ・タガワ（英語: Cary-Hiroyuki Tagawa、ロシア語: Кэри-Хироюки Тагава、日本名：田川 洋行〈たがわ ひろゆき〉、1950年9月27日 - ）は、アメリカ合衆国の俳優。正教徒で聖名はパンテレイモン。

## 来歴

### 生い立ち
東京都東麻布に生まれる。父親はアメリカ軍に勤務する日系アメリカ人二世、母親は宝塚歌劇団出身の女優で歌手の旗マリ子である。日本生まれであるが、5歳でアメリカに移住してアメリカ国籍を取得している。
「ケイリー」（Cary）の由来は、母親がケーリー・グラントが好きだったことによるもの。日本人であるという自覚を持ち、何事にも積極的に取り組む姿勢から高校時代は生徒会長も務めたこともある優等生だった。またその頃から演劇に興味を持ち、学内演劇では『アーサー王物語』の主役を演じている。それがきっかけで本格的に役者になることを目指し南カリフォルニア大学へ進学し演劇を専攻。大学在学中には生まれ故郷である日本の早稲田大学に1年間留学したという。日本から帰国後は、南カリフォルニア大学へ戻って卒業。その後は貿易関係の仕事に就いたり、ジャーナリスト、ストリート・パフォーマーなど様々な職に就いた。もともと日本生まれのタガワではあるが、早稲田大学留学中はかつての日本とは変わっていることもあり、カルチャーショックもいくらかあったとインタビューで語っている。

### 俳優
1980年代中ごろから端役で映画に出演し始め、主にアクション映画へアジア人の悪役として出演していたが、1980年代後半以降は『ラストエンペラー』や『007 消されたライセンス』、『PLANET OF THE APES/猿の惑星』などのハリウッドの大作への出演や重要な脇役での出演が多い。
日本のテレビ番組では、『アッコとマチャミの新型テレビ』（FBS）や『笑っていいとも』にゲスト出演したことがある。『PLANET OF THE APES/猿の惑星』の宣伝による出演だが、映画で登場する猿の格好で登場し、素顔は見せなかった。またそのメイクアップで、渋谷のHMVでトークショーも開催され、マスコミや一般の聴衆を前に流暢な日本語でティム・バートン監督や映画について熱く語った。
ロブ・マーシャル監督の『SAYURI』の東京プレミアにも出席しており、共演の渡辺謙、役所広司、桃井かおり、工藤夕貴らと共に舞台挨拶を行った。日本人俳優の共演作品は多いが、その中でも工藤夕貴との共演作品は多く『ピクチャーブライド』、『ヒマラヤ杉に降る雪』、『SAYURI』の3本がある。2003年に行われたゆうばり国際ファンタスティック映画祭におけるヤング・ファンタスティックグランプリ部門の審査員も工藤と一緒に務めた。

### 縁戚
叔父は歌手の旗照夫、俳優の旗昭二（いずれも母親の弟）、また従弟に中山千彰（テレビプロデューサーで、元ニッポン放送ディレクター）がいる。

### 私生活
1984年に結婚しており、妻のサリーは画家として活躍していた。結婚当初はカリフォルニア州のベニスビーチに居を構えていたが、ロサンゼルス暴動をきっかけにハワイへ移住した。現在もハワイに住んでおり、俳優業の傍ら「Chun Shin」という、日本の武術を基にしたトレーニング・システムを考案し、主にハワイ大学のフットボールチームなどをサポートしている。妻のサリーは現在ペインターとして活動しており、妻との間には2児がいる。
ロシア正教徒であり、2016年にはロシア国籍を獲得している。

## 出演作品

### 映画
| 公開年 | 邦題 原題                                                                                         | 役名                   | 備考       |
| ------ | ------------------------------------------------------------------------------------------------- | ---------------------- | ---------- |
| 1986   | 地獄の武装都市/復讐のターミネーター Armed Response                                                | トシ                   |            |
| 1987   | ラストエンペラー The Last Emperor                                                                 | 張謙和                 |            |
| 1988   | デビルズ・バインダー Spellbinder                                                                  | リー                   |            |
| 1988   | ツインズ Twins                                                                                    | 東洋人                 |            |
| 1989   | ラスト・ウォリアー/最後のサムライ Coastwatcher                                                    |                        |            |
| 1989   | 007 消されたライセンス Licence to Kill                                                            | クワン                 |            |
| 1989   | メイド・イン・L.A. L.A. Takedown                                                                  | ヒュー・デニー         | テレビ映画 |
| 1990   | タイランド/名誉の生還 Vestige of Honor                                                            | タイの少佐             | テレビ映画 |
| 1991   | キックボクサー2 Kickboxer 2: The Road Back                                                        | サンガ                 |            |
| 1991   | 電磁物体X Not of This World                                                                       | シキド                 | テレビ映画 |
| 1991   | パーフェクト・ウェポン The Perfect Weapon                                                         | カイ                   |            |
| 1991   | リトルトウキョー殺人課 Showdown in Little Tokyo                                                   | フネケイ・ヨシダ       |            |
| 1991   | シーフォース/戦艦インディアナポリス出撃 Mission of the Shark: The Saga of the U.S.S. Indianapolis | ハシモト               | テレビ映画 |
| 1992   | アメリカン・ミー American Me                                                                      | El Japo                |            |
| 1992   | ネメシス Nemesis                                                                                  | アンジー＝リブ         |            |
| 1993   | ライジング・サン Rising Sun                                                                       | エディ・坂村           |            |
| 1994   | ピクチャーブライド Picture Bride                                                                  | カンザキ               |            |
| 1995   | ザ・デンジャラス/地獄の銃弾 The Dangerous                                                         | コン                   |            |
| 1995   | モータル・コンバット Mortal Kombat                                                                | シャン・ツン           |            |
| 1995   | ソルジャー・ボーイズ Soldier Boyz                                                                 | Vinh Moc               |            |
| 1996   | バックラッシュ Danger Zone                                                                        | チャン                 |            |
| 1996   | ドラッグマスター White Tiger                                                                      | ヴィクター・チョー     |            |
| 1996   | ザ・ファントム The Phantom                                                                        |                        |            |
| 1997   | カジノ・ヒート Top of the World                                                                   | ヘフター               |            |
| 1998   | ヴァンパイア/最期の聖戦 Vampires                                                                  | デヴィッド             |            |
| 1998   | クライング・スパイ Provocateur                                                                    | Captain Jong           |            |
| 1999   | ネットフォース NetForce                                                                           | Leong Cheng            | テレビ映画 |
| 1999   | 雪のビッグ・ウェーブ Johnny Tsunami                                                               | ジョニー・ツナミ       | テレビ映画 |
| 1999   | ヒマラヤ杉に降る雪 Snow Falling on Cedars                                                         | ゼンヒチ・ミヤモト     |            |
| 1999   | ブラック・ソルジャー Bridge of Dragons                                                            | ルーチェン将軍         |            |
| 2000   | アート・オブ・ウォー The Art of War                                                               | デヴィッド・チャン     |            |
| 2001   | パール・ハーバー Pearl Harbor                                                                     | 源田実                 |            |
| 2001   | PLANET OF THE APES/猿の惑星 Planet of the Apes                                                    | クラル                 |            |
| 2005   | エレクトラ Elektra                                                                                | ロシ                   |            |
| 2005   | SAYURI Memoirs of Geisha                                                                          | 男爵                   |            |
| 2007   | ティーン・タイタンズ 東京で大ピンチ! Teen Titans: Trouble in Tokyo                                | 筆将軍                 | 声の出演   |
| 2007   | ジョニー・カパハラ/究極のビッグ・ウェーブ Johnny Kapahala: Back on Board                          | ジョニー・ツナミ       | テレビ映画 |
| 2007   | 燃えよ!ピンポン Balls of Fury                                                                     | ミステリアスなアジア人 |            |
| 2009   | HACHI 約束の犬 Hachiko: A Dog's Story                                                             | ケン                   |            |
| 2009   | TEKKEN -鉄拳- Tekken                                                                              | 三島平八               |            |
| 2013   | 47RONIN 47 Ronin                                                                                  | 将軍綱吉               |            |
| 2015   | バトルヒート Skin Trade                                                                           |                        |            |
| 2015   | リトル・ボーイ 小さなボクと戦争 Little Boy                                                        | ハシモト               |            |

### テレビシリーズ
| 放映年    | 邦題 原題                                       | 役名                             | 備考                                                          |
| --------- | ----------------------------------------------- | -------------------------------- | ------------------------------------------------------------- |
| 1987      | 特捜刑事マイアミ・バイス Miami Vice             |                                  | 第4シーズン9話"Rising Sun of Death" 第5シーズン7話"Asian Cut" |
| 1987      | 新スタートレック Star Trek: The Next Generation | Mandarin Bailiff                 | 第1シーズン1話"Encounter at Farpoint"                         |
| 1989      | 新スパイ大作戦 Mission:Impossible               | General Jan Kay ジャン・カイ将軍 | 第2シーズン 5話 ”COUNT DOWN"                                  |
| 1993-1994 | スペース・レンジャーズ Space Rangers            | ジライアン                       | 6エピソード                                                   |
| 1996      | 刑事ナッシュ・ブリッジス Nash Bridges           | A・J・シマムラ                   | 12エピソード                                                  |
| 2000      | 炎のテキサス・レンジャー Walker, Texas Ranger   | マスター・コー                   | エピソードBlack Dragons                                       |
| 2007      | HEROES Heroes                                   | 刀鍛冶                           | 2エピソード                                                   |
| 2011      | HAWAII FIVE-0 Hawii Five-0                      | ヒロ・ノシムリ                   | 2エピソード                                                   |
| 2012      | リベンジ Revenge                                | サトシ・タケダ                   | 3エピソード                                                   |
| 2015-2018 | 高い城の男 The Man in the High Castle           | 田上信輔                         | Amazonオリジナルドラマシリーズ                                |
| 2018      | ロスト・イン・スペース Lost in Space            | ヒロキ・ワタナベ                 | Netflixオリジナルドラマシリーズ                               |

### ビデオゲーム
| 発売年 | タイトル         | 役名         | 備考     |
| ------ | ---------------- | ------------ | -------- |
| 2019   | Mortal Kombat 11 | シャン・ツン | 声の出演 |